# Moerckia flotoviana
Moerckia flotoviana ist eine Lebermoos-Art aus der Familie Moerckiaceae. Deutsche Namen sind Flotows Korallenlebermoos, Irisches Korallenlebermoos, Irländisches Mörchmoos und Irisches Moerchmoos.

## Moerckia hibernica– Synonym
Moerckia flotoviana wurde von De Sloover (1959) mit Moerckia hibernica (Hook.) Gottsche synonymisiert. Crandall-Stotler und Stotler (2007) zeigten dagegen auf, dass es sich um zwei verschiedene Arten handelt. In der Literatur werden beide Arten aber weiterhin oft nicht getrennt. Im hier verfassten Artikel werden beide Arten zusammen beschrieben, die Unterschiede werden unten aufgezeigt.

## Merkmale
Die Thalli sind blassgrün, hellgrün oder lebhaftgrün, etwa 2 bis 7 Millimeter breit, bis 3,5 Zentimeter lang und haben fast flache oder wellige bis krause Ränder. Die Thallusrippe ist etwa 8 bis 26 Zellen dick. Rhizoiden an der Thallusunterseite sind wasserhell, oft fehlen sie auch. Die Oberseite der männlichen Thalli tragen längs der Rippe zahlreiche kleine schuppenförmige, gezähnte bis zerschlitzte Blättchen. Antheridien sind von diesen bedeckt. Den weiblichen Thalli fehlt diese Blättchenreihe, hier ist das äußere Perichätium mit einem tief zerschlitzten Blättchenkranz umgeben. Das Pseudoperianth (inneres Perichätium) ist schmal ellipsoidisch bis zylindrisch und an der Mündung gezähnt bis gelappt. Reife Sporen sind 30 bis 55 Mikrometer groß, rotbraun und weisen niedrige, unregelmäßig verlaufende Leisten auf.
Moerckia flotoviana hat stärker verzweigte, kräftigere Thalli mit stark welligen bis krausen Rändern. Die Rippe ist 16 bis 26 Zellen dick. Das Innere der Rippe weist oft zwei seitlich verlaufende Stränge aus differenzierten Zellen auf. Die Sporen sind mit 38 bis 55 Mikrometer etwas größer.
Moerckia hibernica hat weniger verzweigte Thalli mit nur schwach welligen Rändern. Die Rippe ist 8 bis 18 Zellen dick. Im Rippenquerschnitt fehlen die Stränge aus differenzierten Zellen. Die Sporengröße ist 30 bis 42 Mikrometer.

## Standortansprüche
Das Moos wächst an kalkhaltigen, dauernd feuchten bis nassen, schattigen, halbschattigen bis lichtreichen Standorten auf feuchter Erde, Sand, Torf, Kalktuff oder an überrieselten Felsen. Es ist pionierfreudig, aber eher konkurrenzschwach.

## Verbreitung
Die Verbreitung in Deutschland, Österreich und der Schweiz liegt überwiegend in den Alpen, hier gibt es zerstreute Vorkommen bis zur Waldgrenze. Das europäische Verbreitungsgebiet umfasst vorwiegend den mittleren, westlichen und nördlichen Teil; von Südeuropa gibt es nur vereinzelte Funde. Weitere Vorkommen werden vom nördlichen Nordamerika und von Sibirien angegeben.